# Танагра-білозір колумбійська
Танагра-білозір колумбійська (Chlorochrysa nitidissima) — вид горобцеподібних птахів родини саякових (Thraupidae). Ендемік Колумбії.

## Опис

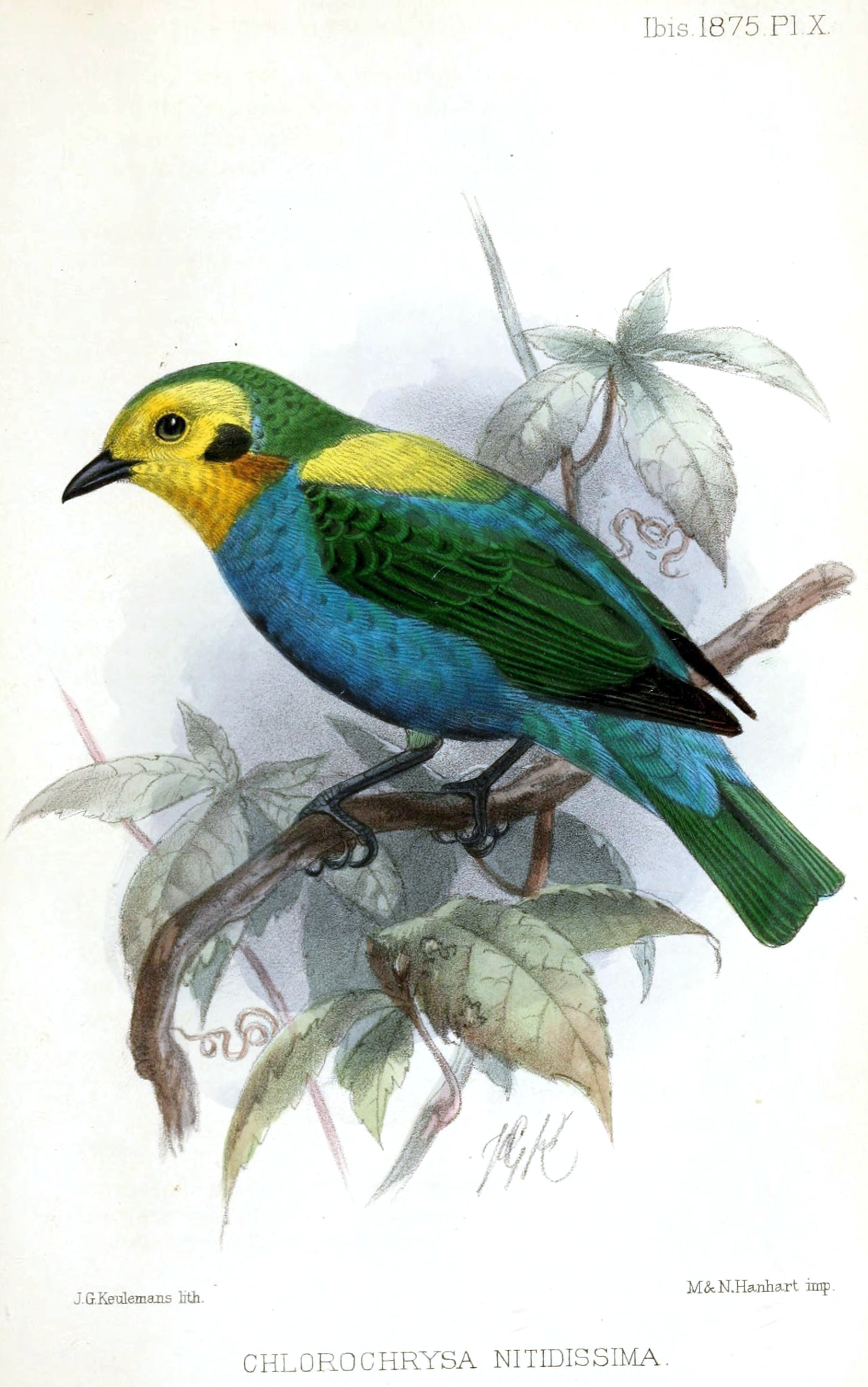
Колумбійська танагра-білозір

Довжина птаха становить 12-14 см, довжина крила 6-7 см, хвоста 4-5 см. У самців лоб, тім'я, горло і верхня частина спини яскраво-жовті, центр горла золотисто-оранжевий, на скронях темні плями, зверху чорні, а знизу каштанові, на нижній частині тіла чорна пляма, потилиця і крила смарагдово-зелені, живіт, нижня частина спини і надхвістя сині. Самиці мають менш яскраве забарвлення, жовта пляма на верхній частині тіла і чорна пляма на нижній частині тіла у них відсутні. Забарвлення молодих птахів є подібне до забарвлення самиць, однак ще більш тьмяне.

## Поширення і екологія
Колумбійські танагри-білозори мешкають в горах Західного і Центрального хребів Колумбійських Анд, переважно в департаменті Вальє-дель-Каука, а також в департаментах Каука, Чоко, Кіндіо, Рисаральда, Кальдас, Антіокія. Вони живуть у гірських і хмарних тропічних лісах з великою кількістю мохів і епіфітів та на галявинах. Зустрічаються на висоті від 1300 до 2200 м над рівнем моря. Часто приєднуються до змішаних зграй птахів. Живляться комахами та іншими безхребетними, яких шукають на нижній стороні листя, а також плодами, зокрема з родів Cordia, Miconia, Palicourea і Ficus. Сезон розмноження триває з листопада по серпень.

## Збереження
МСОП класифікує стан збереження цього виду як близький до загрозливого. За оцінками дослідників, популяція колумбійських танагр-білозорів становить від 20 до 50 тисяч птахів, однак деякі дослідники вважають, що вона наразховує близько 22 тисяч птахів. Колумбійським танаграм-білозорам загрожує знищення природного середовища.